# Listă de filme australiene din anii 2010
Listă de filme australiene din anii 2010 se poate referi la:
- Listă de filme australiene din 2010
- Listă de filme australiene din 2011
- Listă de filme australiene din 2012
- Listă de filme australiene din 2013
- Listă de filme australiene din 2014
- Listă de filme australiene din 2015
- Listă de filme australiene din 2016
- Listă de filme australiene din 2017
- Listă de filme australiene din 2018
- Listă de filme australiene din 2019